# Танец-вспышка
«Танец-вспышка» (англ. Flashdance) — американская романтическая драма 1983 года режиссёра Эдриана Лайна. Фильм вышел в прокат в США 15 апреля 1983 года.
По сюжету фильма Дженнифер Билз играет молодую танцовщицу, стремящуюся стать профессиональной балериной (Алекс), а Майкл Нури играет роль её парня и владельца сталелитейного завода, на котором она работает днём в Питтсбурге. Это была первая совместная работа продюсеров Дона Симпсона и Джерри Брукхаймера. Сложные танцевальные сцены Алекс были сняты с использованием двойников (главным двойником Билз была не указанная в титрах французская актриса Марин Джахан, а брейк-данс-движения дублировал танцор Крэйзи Легс). Двухминутная сцена брейк-данса в исполнении Rock Steady Crew возродила интерес к уличному танцу, который угас в конце 1970-х годов. Благодаря фильму брейк-данс впервые был представлен за пределами Нью-Йорка.
Фильм вызвал негативные отзывы профессиональных критиков, но имел огромный успех у зрителей, стал третьим самым кассовым фильмом 1983 года в США и собрал более 200 миллионов долларов во всём мире. Саундтрек, составленный Джорджо Мородером, породил несколько хитов, в том числе «Maniac» в исполнении Майкла Сембелло и удостоенный премии «Оскар» «Flashdance… What a Feeling» в исполнении Айрин Кара.

## Сюжет
18-летняя Александра «Алекс» Оуэнс (Дженнифер Билз) живёт со своим питбулем Грантом на переоборудованном складе в Питтсбурге. Днём она работает сварщицей на сталелитейном заводе, а вечером подрабатывает танцами в местном гриль-баре Mawby’s и стремится стать профессиональной балериной.
Коллеги Алекс по бару также стремятся к большим художественным достижениям. Официантка Джини (Санни Джонсон) тренируется, чтобы стать фигуристкой, а её возлюбленный, повар Ричи (Кайл Хеффнер), надеется стать стендап-комиком.
Однажды выступление Алекс заметил Ник Херли (Майкл Нури), владелец сталелитейного завода, на котором она работает. Узнав, что Алекс является одним из его сотрудников, Ник начинает преследовать её, хотя Алекс отвергает его ухаживания. В то же время владелец стриптиз-клуба «Занзибар», Джонни Си (Ли Винг), предлагает Алекс и её подруге Джини работу в своём клубе.
Наставник Алекс, бывшая балерина Ханна Лонг (Лилия Скала), советует ей подать заявление в Питтсбургскую консерваторию танца, но отсутствие предыдущего танцевального опыта и образования заставляет её уйти оттуда, не подав заявку. Однажды вечером, покидая бар, Ричи и Алекс подвергаются нападению со стороны Джонни Си и его телохранителя Сесила. Ник вмешивается, забирает Алекс домой, и между ними завязываются романтические отношения.
Во время соревнований по фигурному катанию Джини дважды падает во время выступления и решает уйти из спорта. Обескураженная неудачей и отъездом возлюбленного Ричи, решившего попытать счастья в Лос-Анджелесе, Джини начинает встречаться с Джонни Си и работать одной из его стриптизёрш в «Занзибаре». Узнав об этом, Алекс находит её и уводит из «Занзибара».
Однажды ночью, увидев Ника с незнакомой женщиной на балете, Алекс разбивает камнем окно его дома, а позже узнает, что это была его бывшая жена (Белинда Бауэр). Алекс и Ник примиряются, и она набирается смелости, чтобы поступить в консерваторию. Желая помочь девушке, Ник использует свои связи, чтобы устроить ей прослушивание. Обнаружив это, Алекс злится на Ника, и отказывается от затеянного, а после внезапной смерти балерины Ханны впадает в уныние, но в конце концов решается на прослушивание.
На экзамене Алекс сначала допускает ошибку, но, затем, собравшись, успешно завершает танцевальный номер, состоящий из движений, которые она изучала и практиковала, включая брейк-данс, который она видела на улицах Питтсбурга. Члены приёмной комиссии реагируют положительно, и Алекс с радостью выходит из консерватории и встречает Ника и питбуля Гранта, ожидающих её с букетом роз.

## В ролях
- Дженнифер Билз — Александра «Алекс» Оуэнс (танцевальные сцены дублировала Марин Джахан[англ.])
- Майкл Нури — Ник Херли
- Лилия Скала — Ханна Лонг
- Санни Джонсон[англ.] — Джини Сабо
- Кайл Хеффнер[англ.] — Ричи Блазек
- Ли Винг[англ.] — Джонни Си
- Рон Карабацос — Джейк Моуби
- Белинда Бауэр — Кэти Херли
- Мальколм Дэнар — Сесил
- Филип Брунс — Фрэнк Сабо
- Синтия Родес — Тина Тек
- Миколе Меркурио — Розмари Сабо
- Люси Ли Флиппин — секретарь
- Дон Брокетт — Пит
- Дурга МакБрум — Хилс
- Стейси Пикрен — Марго
- Боб Харкс — священник
- Лиз Сагал — Санни

## Создатели фильма
- Авторы сценария — Том Хедли и Джо Эстерхаз
- Музыка — Джорджо Мородер
- Режиссёр — Эдриан Лайн
- Продюсеры — Дон Симпсон, Джерри Брукхаймер, Том Джэйкобсон, Линда Розен Обст, Питер Гюбер, Джон Питерс

## Музыкальное сопровождение
Основную музыкальную тему — песню «What a Feeling» в исполнении Айрин Кара — написал Джорджо Мородер. За написание этой песни композитор получил своего второго «Оскара» за «Лучшую оригинальную песню», и кроме того, два «Золотых глобуса».
- «Maniac», песня Майкла Сембелло и Денниса Маткоски[нем.], достигла первого места в Billboard Hot 100 в сентябре 1983 года
- «Lady, Lady, Lady» исполняет Джо Эспозито
- «Gloria» и «Imagination» исполняет Лора Брэниган
- «I’ll Be Here Where The Heart Is» исполняет Ким Карнс
- «I Love Rock ’n’ Roll» исполняет Джоан Джетт и группа The Blackhearts (звучит в тренажёрном зале)
- «Manhunt» исполняет Карен Камон[англ.]
- «Romeo» исполняет Донна Саммер

Саундтрек был выпущен пластинкой.

## Производство
Руководители Paramount не были уверены в потенциале картины и продали 25% прав на фильм до его премьеры. Съёмки длились три месяца, с 18 октября 1982 года до 30 декабря 1982 года.
«Танец-вспышку» также часто помнят за его постер к фильму, на котором Дженнифер Билз одета в толстовку с большим вырезом на шее. Билз сказала, что известный внешний вид толстовки с большим вырезом появился случайно. Толстовка сильно уменьшилась при стирке, и актриса вырезала большое отверстие сверху, чтобы надеть её снова. 

### Кастинг
На роль Алекс Оуэнс рассматривались Дженнифер Билз, Деми Мур и Лесли Винг.
Роль Ника Херли первоначально была предложена Джину Симмонсу, который отказался от неё, потому что это противоречило бы его образу «демона». Пирс Броснан, Роберт Де Ниро, Ричард Гир, Мел Гибсон, Том Хэнкс и Джон Траволта также рассматривались на эту роль.

### Съёмки
Тусклое освещение в фильме частично объясняется тем фактом, что большинство танцев главной героини исполнялось дублером, французской актрисой Марин Джахан.
Финальный прыжок в танце Алекс, во время прослушивания, был выполнен Шэрон Шапиро, профессиональной гимнасткой.
Продюсеры фильма не скрывали, что использовали дублёров, и что имя Марин Джахан не упоминалось, потому что Paramount Pictures сократили заключительные титры.
Большая часть съёмок велась в окрестностях Питтсбурга, штат Пенсильвания.

## Критика
Фильм получил неблагоприятные отзывы критиков. 
На сайте Rotten Tomatoes картина имеет рейтинг 34%, основанный на 41 рецензии критиков, со средней оценкой 4,7 из 10. Критический отзыв сайта гласит: «Много стиля и очень мало материала, «Танец-вспышка» может похвастаться привлекательными танцевальными номерами и извлечь выгоду из прекрасной работы Дженнифер Билз, но его повествование является плоским». 
Критик Роджер Эберт поместил картину в свой список самых ненавистных фильмов, заявив: «Дженнифер Билз не должна чувствовать себя плохо. У неё природный талант, она свежа и привлекательна, ей нужно только найти агента с природным талантом отсеивания плохих сценариев».

## Наследие

### Продолжение
Велись дискуссии о продолжении картины, но фильм так и не был снят. Билз отклонила предложение о съёмках, сказав: «Меня никогда не привлекало то, насколько богатой или знаменитой это меня сделает. Я отказалась от большого количества денег, и мои агенты просто сходили с ума». 

### Музыкальная адаптация
В марте 2001 года была предложена бродвейская музыкальная постановка по фильму, с новыми песнями Джорджо Мородера, но она так и не была выпущена. 
В июле 2008 года в Королевском театре Плимута, состоялась премьера мюзикла «Flashdance The Musical».

### Другое
Певицы Дженнифер Лопес и Джери Халлиуэлл отдали дань уважения картине в своих музыкальных клипах. Клип «I'm Glad» из альбома Лопес This Is Me… Then был в значительной степени основан на сюжете всего фильма, в то время как версия Халлиуэлл «It’s Raining Men», первый сингл из её второго альбома Scream If You Wanna Go Faster, черпает вдохновение из культовой сцены прослушивания.
Рекламный плакат к фильму «Дедпул 2» 2018 года воссоздаёт сцену, где на Дженнифер Билз льётся вода, а она упирается руками в стул.

## Судебные иски
Фильм был основан на реальной истории Морин Мардер. Как и Алекс Оуэнс в картине, она стремилась поступить в престижную танцевальную школу. Том Хедли написал первоначальный набросок сценария, и 6 декабря 1982 года Мардер подписала документ, дающий Paramount Pictures право использовать её жизненную историю на экране, за что ей была выплачена единовременная компенсация в размере 2300 долларов. 
Фильм собрал более 200 миллионов долларов по всему миру. В июне 2006 года Апелляционный суд США по девятому округу в Сан-Франциско подтвердил решение нижестоящего суда о том, что Мардер отказалась от своих прав на использование её истории, когда подписала документы в 1982 году. Суд также отметил, что адвокат Мардер присутствовал при подписании документа. 

### Иск против Дженнифер Лопес
В 2003 году, после использования танцевальных номеров из фильма в клипе Дженнифер Лопес «I'm Glad» (режиссёр Дэвид Лашапель), Мардер подала в суд на Лопес, Sony Corporation (создатели клипа) и Paramount. 
Хотя Лопес и утверждала, что ее видео для «I'm Glad» было задумано как дань уважения фильму, в мае 2003 года Sony согласились заплатить Paramount лицензионный сбор за использование танцевальных номеров и другого материала из фильма.